# Me haces falta
«Me haces falta» es una canción de la artista estadounidense Jennifer Lopez para su quinto álbum de estudio Como ama una mujer de 2007. Fue lanzada el 23 de marzo de 2007 por la compañía discográfica Epic Records como el segundo y último sencillo del álbum. La canción fue coproducida por Estéfano y Marc Anthony; la letra de la canción fue escrita por Estéfano, la música fue compuesta por Marc Anthony. «Me haces falta» es una canción de pop latino acerca de la auto-odio. Su instrumentación se compone de la batería, violonchelo, contrabajo y guitarra.
Los críticos musicales fueron corteses hacia la letra de la canción y la voz de López, pero desestimaron su producción. Un vídeo musical para la canción fue dirigido por Sanji. El vídeo presenta a López como un agente encubierto del FBI que entrega su amante a la policía y se arrepiente después. «Me haces falta» se incluyó en el repertorio de la gira Juntos en Concierto (2007) de López y Anthony.

## Antecedentes
Los planes de López para lanzar un álbum en español se materializó en 2004, cuando su, en ese entonces, esposo Marc Anthony estaba terminando la producción de su noveno álbum de estudio Amar sin mentiras (2004) con Estéfano y Julio Reyes. López entró al estudio de grabación con ellos para grabar una canción titulada «Escapémonos», a dúo con Anthony. A ella le gustó trabajar en la canción tanto que decidió grabar un álbum en español de larga duración, algo que había querido hacer durante años. Antes de debutar en la industria musical en junio de 1999 con su álbum On the 6, López siempre imaginó su carrera musical en español. Según López: «Siempre he querido [hacer un disco en español], pero creo firmemente que las cosas llegan en su momento. No creo que pude haber hecho este disco hace cinco años. No como persona, no como artista, no donde estaba. Donde estoy hoy ahora es algo muy diferente». Antes de que comenzará a grabar su primer álbum en español, López grabó y lanzó su cuarto álbum de estudio de inglés Rebirth (2005).
A principios de 2006 se anunció que López podría lanzar su primer álbum en español y su quinto álbum de estudio Como ama una mujer a finales de ese año. El álbum fue producido por Anthony, Estéfano y Reyes en un lapso de dos años y medio. De acuerdo con Estéfano, Como ama una mujer «demostrará a los críticos equivocados» de sus «grandes temas que requieren una voz», en referencia a las críticas acerca de López con un tono de voz «limitada». El álbum fue lanzado el 27 de marzo de 2007 en los Estados Unidos, antes de la publicación de su primer sencillo «Qué hiciste» en enero del mismo año.

## Vídeo musical
El vídeo musical de «Me haces falta» se rodó en un período de dos días en Los Ángeles, California por Sanji con la productora de Reactor Films. En una entrevista con MTV News, López describió el vídeo diciendo: «Básicamente se están conociendo entre sí y empiezan a enamorarse, y en este vídeo, no es una buena cosa, ya verás cómo termina». El vídeo musical se puso a disposición para su compra en la tienda de iTunes el 17 de julio de 2007.

## Enlaces ternos
- Letra de la canción (enlace roto disponible en Internet Archive; véase el historial, la primera versión y la última).
- Página web de Jennifer Lopez

- Datos: Q2605391